# Prorifera
Prorifera is een geslacht van rechtvleugeligen uit de familie Morabidae. De wetenschappelijke naam van dit geslacht is voor het eerst geldig gepubliceerd in 1976 door Key.

## Soorten
Het geslacht Prorifera omvat de volgende soorten:
- Prorifera granulosa Sjöstedt, 1930
- Prorifera sagittifera Rehn, 1952
- Prorifera spanner Key, 1976